# La Péruse
La Péruse ist eine Ortschaft und eine ehemalige französische Gemeinde mit 483 Einwohnern (Stand 1. Januar 2022) im Département Charente in der Region Nouvelle-Aquitaine (vor 2016 Poitou-Charentes). Sie gehörte zum Arrondissement Confolens und zum Kanton Charente-Vienne. Die Einwohner werden Pérusots genannt.
Mit Wirkung vom 1. Januar 2019 wurden die ehemaligen Gemeinden Roumazières-Loubert, Genouillac, Mazières, La Péruse und Suris zur Commune nouvelle Terres-de-Haute-Charente zusammengelegt und haben in der neuen Gemeinde den Status einer Commune déléguée. Der Verwaltungssitz befindet sich im Ort Roumazières-Loubert.

## Geographie
La Péruse liegt etwa 50 Kilometer nordöstlich von Angoulême an der Charente und wird umgeben von den Nachbarorten Manot im Norden, Exideuil-sur-Vienne im Osten, Suris im Süden sowie Roumazières-Loubert im Westen.
Durch die Gemeinde führt die Route nationale 141.

## Bevölkerungsentwicklung
| Jahr                       | 1793 | 1856 | 1901 | 1962 | 1968 | 1975 | 1982 | 1990 | 1999 | 2006 | 2018 |
| Einwohner                  | 530  | 660  | 548  | 515  | 465  | 462  | 562  | 501  | 514  | 466  | 496  |
| Quellen: Cassini und INSEE |      |      |      |      |      |      |      |      |      |      |      |

## Sehenswürdigkeiten
- Kirche Saint-Pierre aus dem 13. Jahrhundert, seit 1980 Monument historique

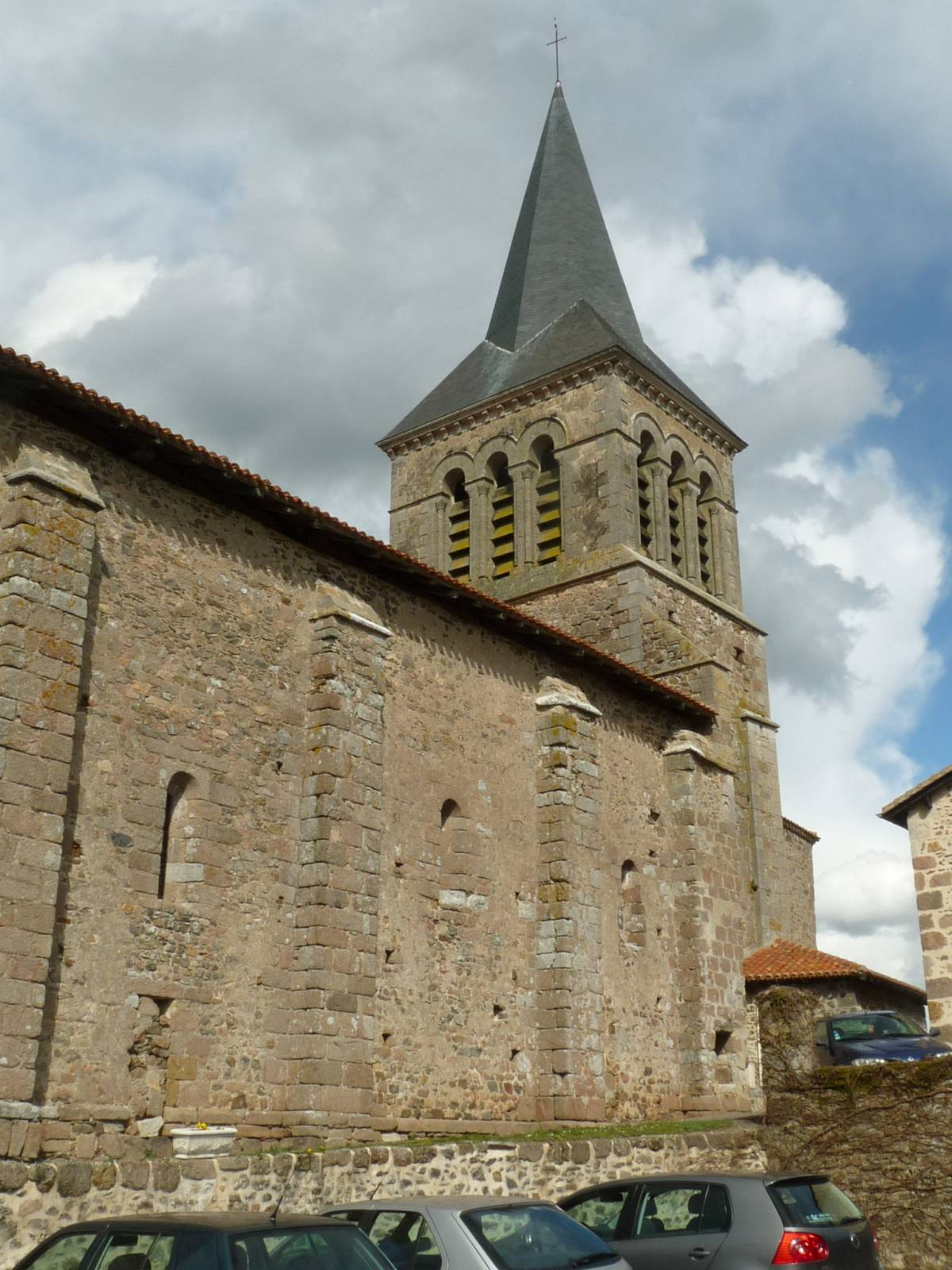
Kirche Saint-Pierre